# John Law

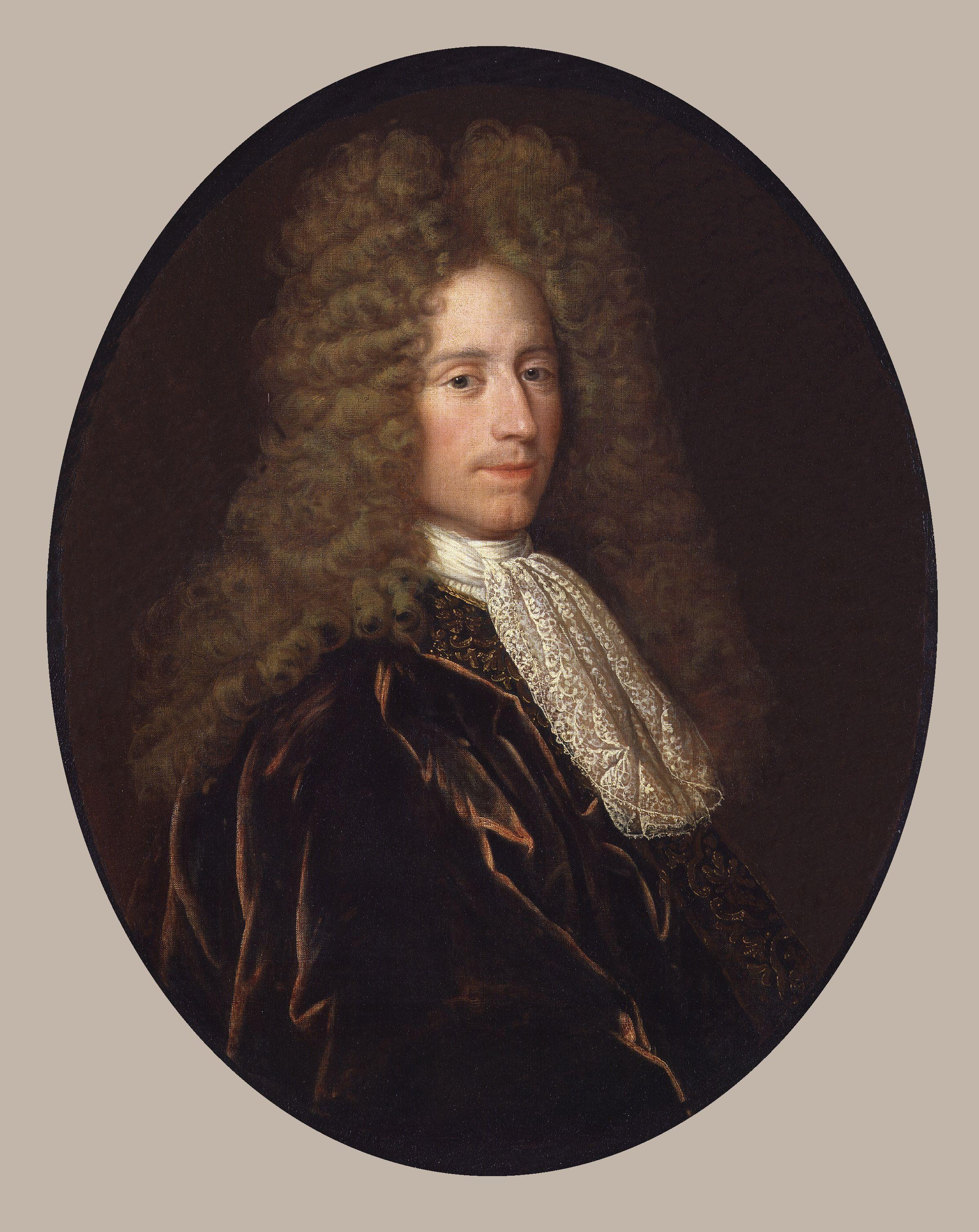
John Law

John Law (sinh ngày 21 tháng 4 năm 1671 - mất ngày 21 tháng 3 năm 1729) là một nhà kinh tế học người Scotland, người tin rằng tiền chỉ là một phương tiện trao đổi chứ không tạo ra sự giàu có, và sự giàu có của một quốc gia phụ thuộc vào thương mại. Ông được cho là cha đẻ của ngành tài chính, vì ủng hộ sử dụng tiền giấy và các loại giấy tờ có giá trị (cổ phần, trái phiếu, séc...) trên thế giới ngày nay.

## Sách
- John Law: Economic Theorist and Policy-Maker by Antoin E. Murphy (Oxford University Press, 1997)
- Letters to John Law by Gavin John Adams (Newton Page, 2012)(ISBN 9781934619087).
- Millionaire: The Philanderer, Gambler, and Duelist Who Invented Modern Finance by Janet Gleeson (2000). (ISBN 0-684-87295-1)
- The Poker Face of Wall Street by Aaron Brown (John Wiley & Sons, 2006)
- John Law – The History of an Honest Adventurer by H. Montgomery Hyde (W. H. Allen, 1969)
- John Law, the father of paper money by Robert Minton (Association Press, 1975)
- Crime, Cash, Credit and Chaos by Colin McCall (Solcol, 2007)
- Extraordinary Popular Delusions and the Madness of Crowds by Charles Mackay, published 1841
- The Gamester by Rafael Sabatini (Houghton Mifflin Company Boston, 1949)
- Chapter IV of Famous Impostors (Sidgwick & Jackson, 1910) by Bram Stoker